# 白家乡 (南充市)
白家乡，是中华人民共和国四川省南充市嘉陵区曾经下辖的一个乡。2019年10月，撤销白家乡，将其所属行政区域划归金凤镇管辖。

## 行政区划
白家乡撤销前下辖以下地区：
柏家村、老笋沟村、常乐院村、樊家沟村、汤家沟村、庙山沟村、野猫山村、四宝地村、广集寺村和代龙堰村。